# Plexaura flexuosula
Plexaura flexuosula är en korallart som beskrevs av Kükenthal 1917. Plexaura flexuosula ingår i släktet Plexaura och familjen Plexauridae. Inga underarter finns listade i Catalogue of Life.